# 세오덴
세오덴(Thoden)은 반지의 제왕의 등장인물이다. 그는 셍겔의 아들로 반지를 파괴하기 위해 결성된 원정대원 간달프, 아라고른, 레골라스, 김리와 대면하면서 처음 등장한다. 당시 로한을 다스리던 왕 세오덴은 사루만으로부터 정신적으로 지배를 받는 동시에 간신 그리마를 신뢰하는 정신이 온전하지 않은 상태였다. 간달프의 권능으로 정신을 차린 세오덴은 사루만의 충복이 된 그리마를 죽이지 않았으나, 간달프의 조언에 따라 이후 에오메르, 에오윈 등과 함께 사우론에 맞서 싸웠다. 헬름협곡, 펠렌노르에서 전투를 벌였고, 마술사왕의 공격으로 전사했다. 그의 아들 세오드레드는 이미 죽었기에 왕위는 조카였던 에오메르에게 넘어갔고 반지전쟁이 끝난 후 자신이 다스린 로한은 곤도르와 친밀한 동맹을 맺게 되었다.

## 기타
사우론이 전쟁을 벌이기 이전부터 로한은 무능한 왕의 통치로 쇠퇴 중이었고 원래 왕위를 계승할 조건이 없었던 세오덴의 부친 셍겔은 곤도르로 떠날 생각이었으나, 당시 로한의 왕이었던 펭겔의 죽음으로 왕위를 계승하게 되었다. 세오덴의 부친 셍겔은 왕이 되었으며, 그 뒤를 이어 세오덴도 왕이 되었다.